# Totalimmortal
Totalimmortal è un singolo della band punk AFI.
È stato pubblicato nell'EP del 1999 All Hallow's.
Si tratta di una delle poche canzoni degli anni novanta che gli AFI suonano ancora in concerto.

## Video
Il video è stato girato ad Oakland, in California, presso il Mountain View Cemetery.
Si vede il cantante Davey Havok indossare una maglietta di Johnny the Homicidal Maniac, tratta dall'omonimo fumetto.

## Formazione
- Davey Havok – voce
- Jade Puget – chitarra e voce
- Hunter Burgan – basso e voce
- Adam Carson – batteria

## Cover
La canzone è stata reinterpretata e pubblicata come singolo dalla band punk Offspring nella colonna sonora del film Io, me & Irene del 2000.
Ha raggiunto la posizione #27 nella Billboard Modern Rock Tracks e la posizione #36 nella Billboard Mainstream Rock Tracks.

## Tracce[2][6]
1. Totalimmortal - 2:51
2. Callout Hook - 0:10